# 伍德朗 (密蘇里州)
伍德朗（英語：Woodlawn）是位於美國密蘇里州門羅縣的非建制地區。

## 歷史
伍德朗的郵局於1844年設立，其後於1907年停運。

## 地理
伍德朗所處的海拔為高於海平面239米（即784英呎），而該地所採用的時區為UTC-6，即北美中部時區（CST）。同時該地設有夏令時間，為UTC-6調快一小時，即UTC-5（CDT）。